# NGC 3970
NGC 3970 é uma galáxia lenticular (S0) localizada na direcção da constelação de Crater. Possui uma declinação de -12° 03' 41" e uma ascensão recta de 11 horas, 55 minutos e 28,1 segundos.
A galáxia NGC 3970 foi descoberta em 9 de Março de 1828 por John Herschel.